# Rising Kingdoms
Rising Kingdoms — компьютерная игра в жанре стратегии с элементами RPG, созданная компанией Haemimont Games в 2005 году. В России игра была издана в 2006 году компанией Новый Диск под названием «Королевства: Восхождение к власти».

## Геймплей
Целью игрока является победа над противником путём уничтожения его базы. Для этого могут применяться собственные воины, чемпионы и нейтральные существа.
В игре существуют три главные расы: Люди, Лесовики, Тёмные. Кроме доступной расы, игрок может получить дополнительные преимущества, захватив колонию одного из пяти малых народов: эльфов, троллей, кочевников, теней и драконов. Для этого нужно уничтожить её охранников, после чего на выбор предоставляется возможность производить второго уникального воина народа или полезная возможность. Один раз захваченная колония не может перейти под контроль другого игрока, то есть она может быть только уничтожена.
Особенностью игры является наличие Чемпионов — героев, которые обладают различными полезными в боях навыками. Каждая из трёх основных рас имеет четырёх различных Чемпионов. Каждый из них имеет семь уникальных способностей, из которых может выучить до четырёх; изучение навыков требует очков славы. Кроме того, Чемпионы могут подбирать предметы, увеличивающие их основные характеристики и наделяющие специальными приёмами. Если Чемпион убит в сражении, он принимает форму призрака и может быть воскрешён за определённое количество золота.
В игре существуют три ресурса: золото используется для создания юнитов и постройки зданий, драгоценные камни — для исследования улучшений и создания более мощных воинов и зданий, слава — для обучения чемпионов и изучения новых навыков для них, а также увеличения численности поселения.

## Сюжет
Мир Эквиады был создан богами. Но когда Создатели внезапно исчезли, народы Эквиады погрязли в кровопролитной войне, доказывая своё превосходство мечом и магией.
- Драконы — хранители времени. Они контролируют прошлое и будущее.
- Люди — хранители света. Их задачей стало сохранение и приумножение знаний. Чтобы помочь достигнуть этой цели, боги дали им знание наук и ремёсел. Также им дарован могущественный артефакт — Камень Жизни.
- Тёмные — слуги богов. Они — хранители второго ключевого артефакта — Великой Печати. Им было даровано знание смерти и задание — охранять границу между миром живых и миром мёртвых.
- Эльфы — хранители жизни. Их цель — беречь природу. Эльфам дано знание магии, превосходившей магию других рас.

Вскоре после этого боги перестали проявлять себя, и был создан Сияющий орден, который следил за нравственностью общества. Но спустя какое-то время орден начал преследовать некоторых волшебников, пренебрёг поклонением старым богам, заменив его на служение новым. Вскоре люди решили отнять у тёмных Великую Печать, чтобы отправиться в Мир Богов.

### Игровая кампания
Порядок прохождения одиночной кампании ретроспективен: только пройдя все три кампании, игрок узнаёт историю мира Эквиады. В игре есть возможность сыграть в следующие игровые кампании:
- Судьба Эквиады — посвящена принцу Вигору и его приключениям.
- Возрождение Леса — игрок выступает на стороне Лесовиков и узнаёт связанную с ними историю Диадки и Камня Жизни.
- Брошенные Богами — позволяет выбрать сторону Тёмных и ознакомиться с тем, как была открыта Великая Печать.

Кампания Тёмных
Сияющий Орден, сговорившись с эльфами, попытался убить одного из Стражей — Зариена. Но Старейшины успели послать ему на помощь отряд. Затем они поручили Зариену найти человека по имени Диадка. Сияющий Орден же продолжал атаковать силы тёмных, пытаясь прорваться к Печати. Тогда Старейшины поручили Адзорге (ещё одному Стражу) проверить, что же лежит за печатью. Но путь ему преградили Драконы. Сражаясь с ними, он потерял много времени. Около печати его ждали Зариен и Ядзу (тоже страж). Неожиданно лес и камни вокруг Печати начали превращаться в странных мутантов. Так появились Тролли и Лесовики.
Тёмным удалось сдержать мутантов, после чего Адзорга и Ядзу прошли через печать. Но мира богов там не было. От обезумевшего человека они узнали, что Сияющий Орден сумел отправить через печать небольшую экспедицию, которая также ничего хорошего в «Мире Богов» не нашла. Эти люди превратились в новую расу: Кочевники. Когда Ядзу и Адзорга вернулись, то оказалось, что они тоже сошли с ума. Старейшины сумели вернуть им рассудок. Но теперь было ясно: Печать нужно закрыть. Старейшины покинули свои цитадели и под охраной Стражей отправились к Печати. Но из печати вышли призраки: Тени. Но под натиском Стражей они отступили. Печать была закрыта.
Кампания Лесовиков
Лесовиков создала Великая Печать. Королева Волков Квеллия сумела подчинить их себе, но вскоре услышала зов Камня Жизни и отправилась на его поиски. Уничтожив войска Ордена, охранявшие артефакт, она забрала его себе. Тёмные попытались уничтожить молодую расу, но, потерпев поражение, отступили. После этого Орден начал войну с лесовиками. Во время одной из битв с ним снайпер по имени Ксезра наткнулся на Диадку, который не разделял взгляды Ордена и с радостью присоединился к лесовикам. Человек рассказал Ксезре, как добиться славы и могущества, а затем одолеть саму Королеву. Следуя мудрым советам Диадки, снайпер сумел убить Квеллию, а затем стать новым правителем Леса. После этого лучшие воины Леса выкрали малолетнего принца Джессы и передали его на воспитание Оракулу. Но Камень Жизни не давал покоя ни Ордену, ни Кочевникам. Объединившись, они уничтожили лес и забрали могущественный артефакт. Вигор (будущий король Джессы) и Диадка сумели сбежать.
Кампания Людей
Вигор дошёл до королевства людей один. Его учителя по дороге загрызли волки. Но дела были плохи и там. Сияющий Орден воевал с людьми, которые не поклонялись «истинным» богам». Принца узнали, и он помог Азору защитить город Итким от врагов, а потом они вместе отправились помочь королю, отцу Вигора. Битва за столицу была выиграна, и Вигор принял корону из рук отца. Теперь уже не принц, а король Вигор отправил Леди Рейю предложить союз могущественной колдунье Селине. Но ведьма попала в плен к остаткам лесовиков, и Рейе пришлось освободить её, а затем они вместе отправились в государство Селины, уничтожив там войска Ордена и окончательно добив Лесовиков. Затем люди начали поиск Камня Жизни. После продолжительных поисков оказалось, что он находится в столице Ордена, Сайде. Но также выяснилось, что он приманивает теней, вылезших из печати, ещё до её закрытия. Вигор выкрал Камень Жизни из Храма в Сайде и отправился в Королевство Эльфов. Эльфийский народ, забыв былые обиды, помог Вигору уничтожить артефакт, а затем изгнать теней, восстановив в Эквиаде мир и порядок.

## Обзоры игры в русскоязычной прессе
Крупнейший российский портал игр Absolute Games поставил игре 63 %. Обозреватель отметил качественный баланс игры, интересные нововведения. К недостаткам были отнесены слабая графика и тактическая система. Вердикт: «Rising Kingdoms оставляет двоякое впечатление. На одной чаше весов — три принципиально разные расы, пара небезынтересных находок (вроде нейтральных колоний) и динамично развивающиеся герои, а на другой — скупая старомодная графика и привычные для Warcraft’оподобных клонов битвы, в стиле „кучка на кучку“. Что перевешивает — решайте сами».
Журнал «Лучшие компьютерные игры» высоко оценил игру, дав ей орден, которым отмечаются отличные игры, немного не дотянувшие до шедевра. Обозреватель отметил сильный AI противника, баланс и систему героев. Слабым местом игры, по мнению рецензента, оказались графика и сюжет.